# تشاه محمد علي فرهمند (مهر أباد)
تشاه محمد علي فرهمند (بالإنجليزية: Chah-e Mohammad Ali Farahmand)‏ هي منطقة سكنية تقع في إيران في يزد.